# Raposa-cinzenta
A raposa-cinzenta (Urocyon cinereoargenteus) é uma espécie de mamífero onívoro da família Canidae, que habita um território compreendido desde o sul do Canadá até o norte da Venezuela e Colômbia, passando por vários estados dos Estados Unidos, tendo ocorrência também no norte do Brasil, estado do Amapá, pelas proximidades de Ferreira Gomes, com exceção das montanhas rochosas do norte. Esta espécie e a sua única congênere, a pequena raposa-das-ilhas, são os únicos animais ainda existentes do género Urocyon, que é considerado o mais basal dos canídeos vivos.
Embora já tenha sido a raposa mais comum no leste dos Estados Unidos, e ainda seja encontrada lá, o avanço humano e o desmatamento permitiram que a raposa-vermelha se tornasse mais dominante. Os Estados do Pacífico ainda têm a raposa cinza como dominante.

## Descrição
A raposa-cinzenta distingue-se principalmente da maioria dos outros canídeos por suas partes superiores grisalhas, faixa preta na cauda e pescoço forte, enquanto o crânio pode ser facilmente distinguido de todos os outros canídeos norte-americanos por cristas temporais amplamente separadas que se aproximam posteriormente em um formato de de U. Há pouco dimorfismo sexual, exceto pelas fêmeas serem ligeiramente menores que os machos. A raposa-cinzenta varia de 76–112,5 cm em comprimento total. A cauda mede de 27,5–44,3 cm do comprimento total e suas patas traseiras medem 100–150 mm. A raposa-cinzenta geralmente pesa 3,6–7 kg, mas pode chegar até os 9 kg em alguns casos.

## Distribuição e habitat
A raposa-cinzenta habita habitats arborizados, arbustivos e rochosos, desde a borda sul do Canadá até o norte da Venezuela e Colômbia. A espécie não é encontrada nas montanhas rochosas do norte dos Estados Unidos, ou nas bacias hidrográficas caribenhas de Honduras, Nicarágua, Costa Rica e oeste do Panamá. Desde o início do século XX, sua distribuição se expandiu para habitats e áreas anteriormente desocupadas ou dos quais foram extirpados.
É o único canídeo cuja distribuição natural abrange as Américas do Norte e do Sul. Em algumas áreas, altas densidades populacionais existem perto de penhascos cobertos de arbustos.

## Comportamento

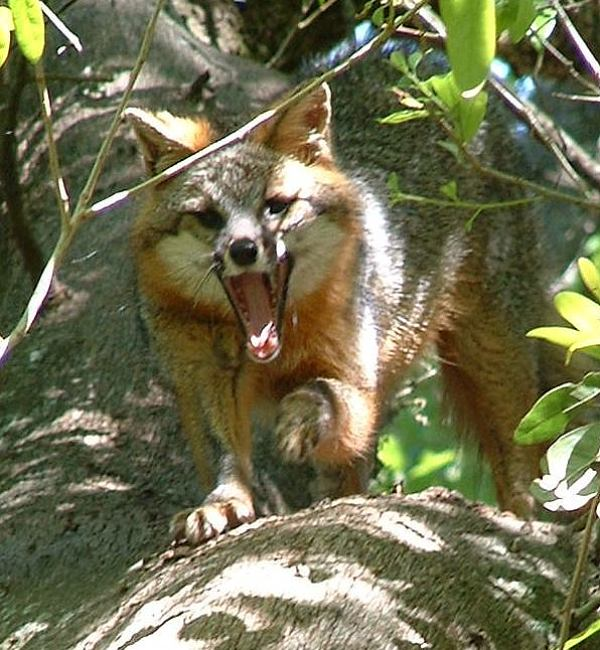
Uma raposa-cinzenta no norte da Flórida

A habilidade da raposa-cinzenta de escalar árvores é compartilhada apenas com o cão-guaxinim asiático e o cão-cantor-da-Nova-Guiné entre os canídeos. Suas garras poderosas e curvas permitem que escale árvores para fugir de predadores ou para apanhar frutas ou aves. Pode escalar troncos verticais sem galhos a alturas de 18 metros, descendo principalmente pulando de galho em galho, ou lentamente para trás como um gato doméstico.
A raposa-cinzenta é principalmente noturna ou crepuscular, mas é ocasionalmente observada durante o dia. Geralmente esconde-se durante o dia em buracos de árvores, troncos ou esconderijos. É considerada mais social do que a raposa vermelha ou ártica, porque apenas a raposa-cinzenta exibe catação social. A raposa-cinzenta é considerada monogâmica, e unidades familiares consistindo de um macho, uma fêmea e possíveis juvenis foram indiretamente observadas. Acredita-se que essas unidades familiares ocupem áreas residenciais espaciais ou temporais distintas do que outros grupos. 
Como outros membros da família Canidae, as raposas-cinzentas são capazes de se comunicar latindo e rosnando. Os machos têm sido observados tentando atrair parceiras em potencial levantando as patas traseiras para mostrar a genitália. Quando juvenis, as raposas cinzentas costumam brincar de luta. Quando adultos, eles usam suas glândulas odoríferas para marcar territórios e fontes de alimento. A urina e as fezes desempenham um papel na comunicação por deposição em áreas como solo descoberto, em troncos, pedras, locais elevados ou ao longo de trilhas. As fezes são frequentemente depositadas em grupos.

## Reprodução

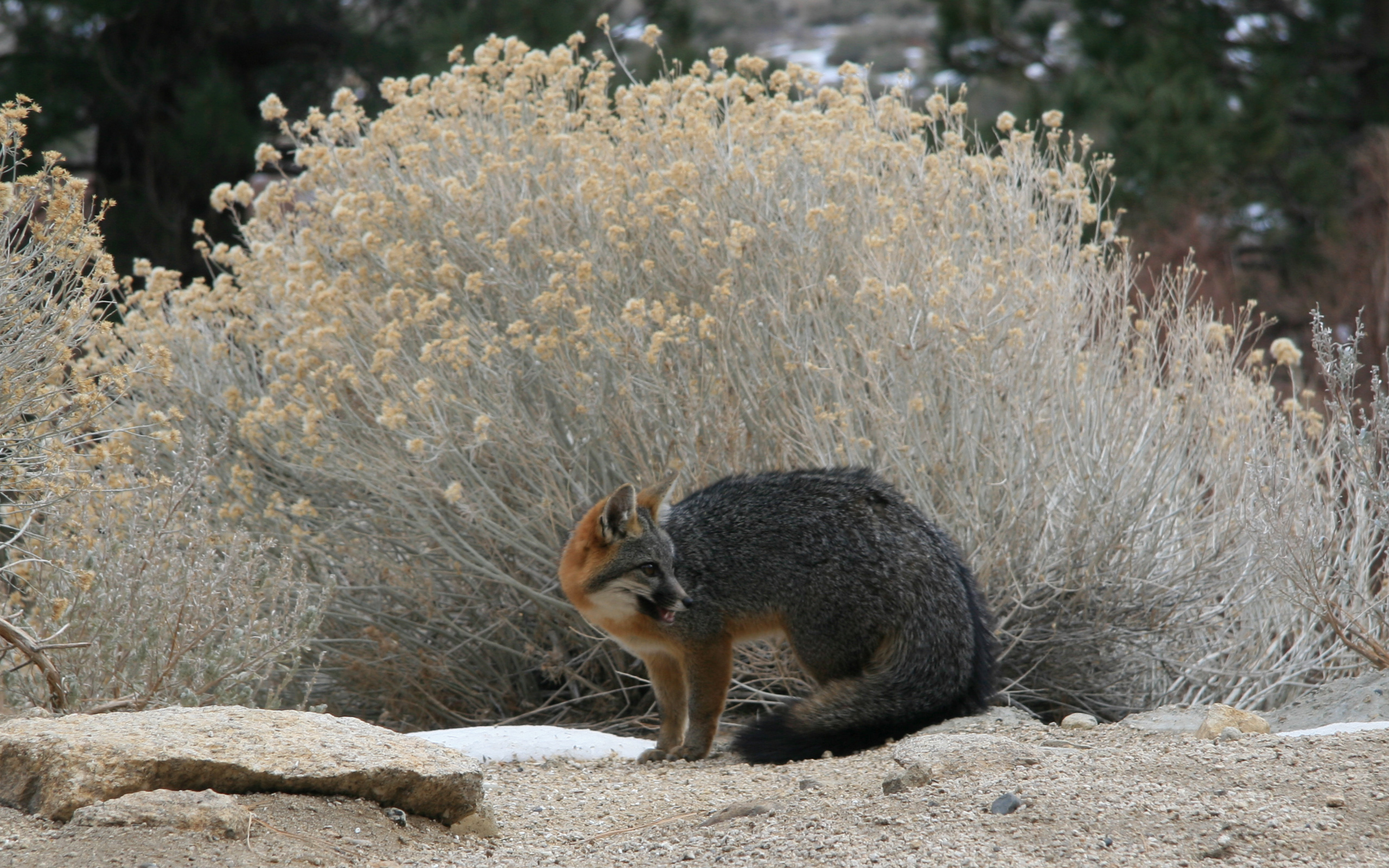
Raposa cinza, mostrando listra preta da cauda, Sierra Nevada

Presume-se que seja monogâmica. A época de reprodução das raposas-cinzentas varia geograficamente; em Michigan, a raposa-cinzenta acasala no início de março, em Alabama, os picos reprodutivos ocorrem em fevereiro. O período de gestação dura aproximadamente 53 dias. O tamanho da ninhada varia de 1 a 7, com média de 3,8 filhotes por fêmea. A maturidade sexual das mulheres ronda os 10 meses de idade. Os filhotes começam a caçar com os pais aos 3 meses. Com quatro meses de idade, os filhotes terão desenvolvido sua dentição permanente e agora podem facilmente forragear por conta própria. O grupo familiar permanece unido até o outono, quando os jovens machos atingem a maturidade sexual, então se dispersam.
O ciclo reprodutivo anual dos machos foi descrito através de esfregaços epididimários e tornam-se férteis mais cedo e permanecem férteis por mais tempo do que a fertilidade das fêmeas.
Tocas são usadas em qualquer época do ano, mas principalmente durante a época de procriação. As tocas são construídas em regiões com arbustos ou bosques e são menos óbvias do que as tocas da raposa vermelha. Troncos, árvores, pedras, tocas ou moradias abandonadas servem como locais adequados para tocas.

## Dieta

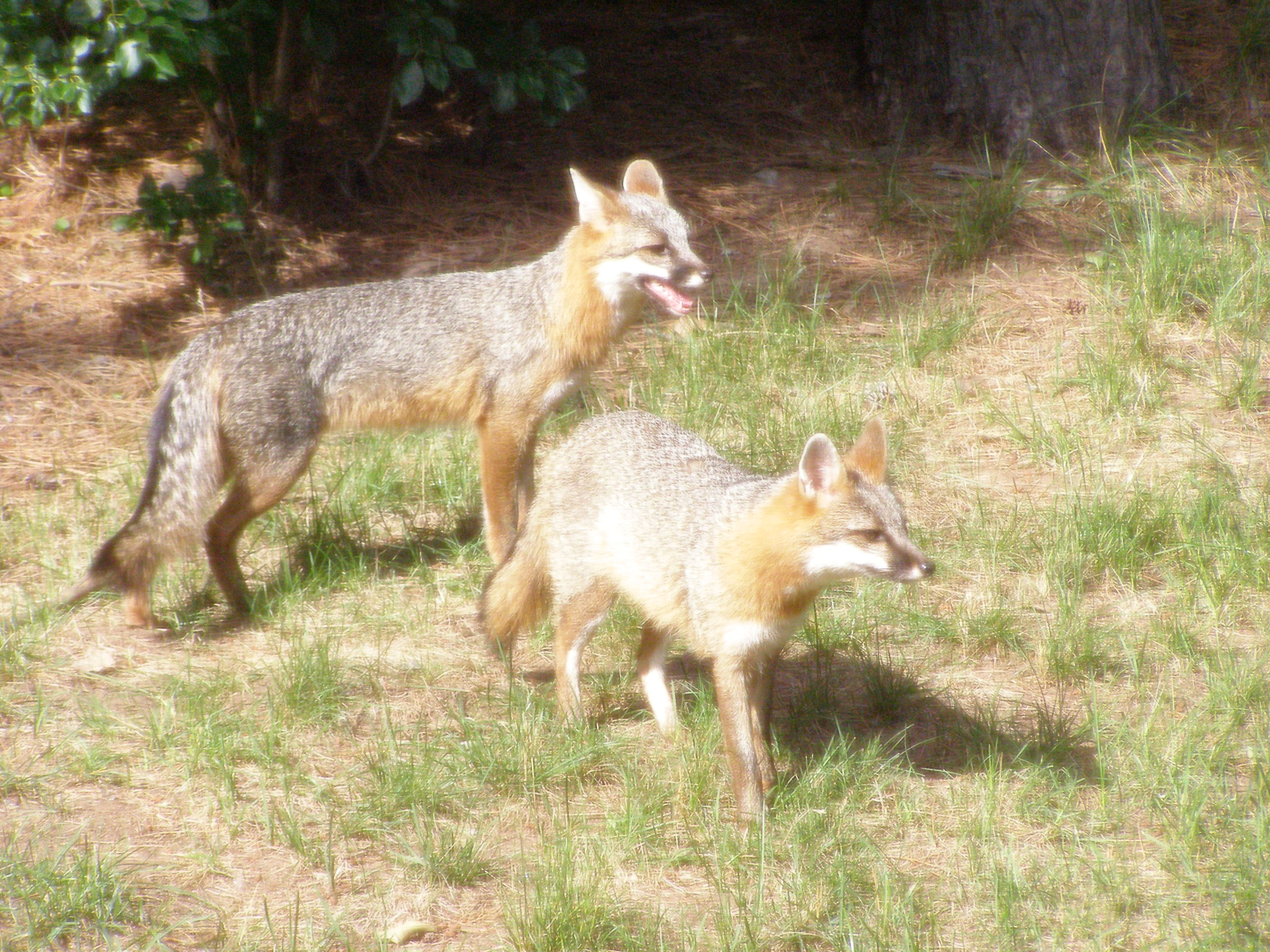
Raposa-cinzenta adulta (macho e fêmea)

As raposas-cinzentas são onívoras. Embora se alimentem de pequenos vertebrados, frutas e invertebrados também constituem uma parte substancial de sua dieta.
Frequentemente ataca coelhos-da-Flórida (Sylvilagus floridanus) no leste dos Estados Unidos, embora pegue prontamente ratos-do-mato, musaranhos e aves. Na Califórnia, a raposa cinza come principalmente roedores, seguidos por lagomorfos, por ex. coelhos.
Em algumas partes do oeste dos Estados Unidos (como no Parque Nacional de Zion em Utah), a raposa-cinzenta é principalmente insetívora e herbívora. A fruta é um componente importante da dieta da raposa-cinzenta e eles procuram tudo o que frutas estão disponíveis, geralmente comendo mais matéria vegetal do que a raposa-vermelha.

## Subespécies

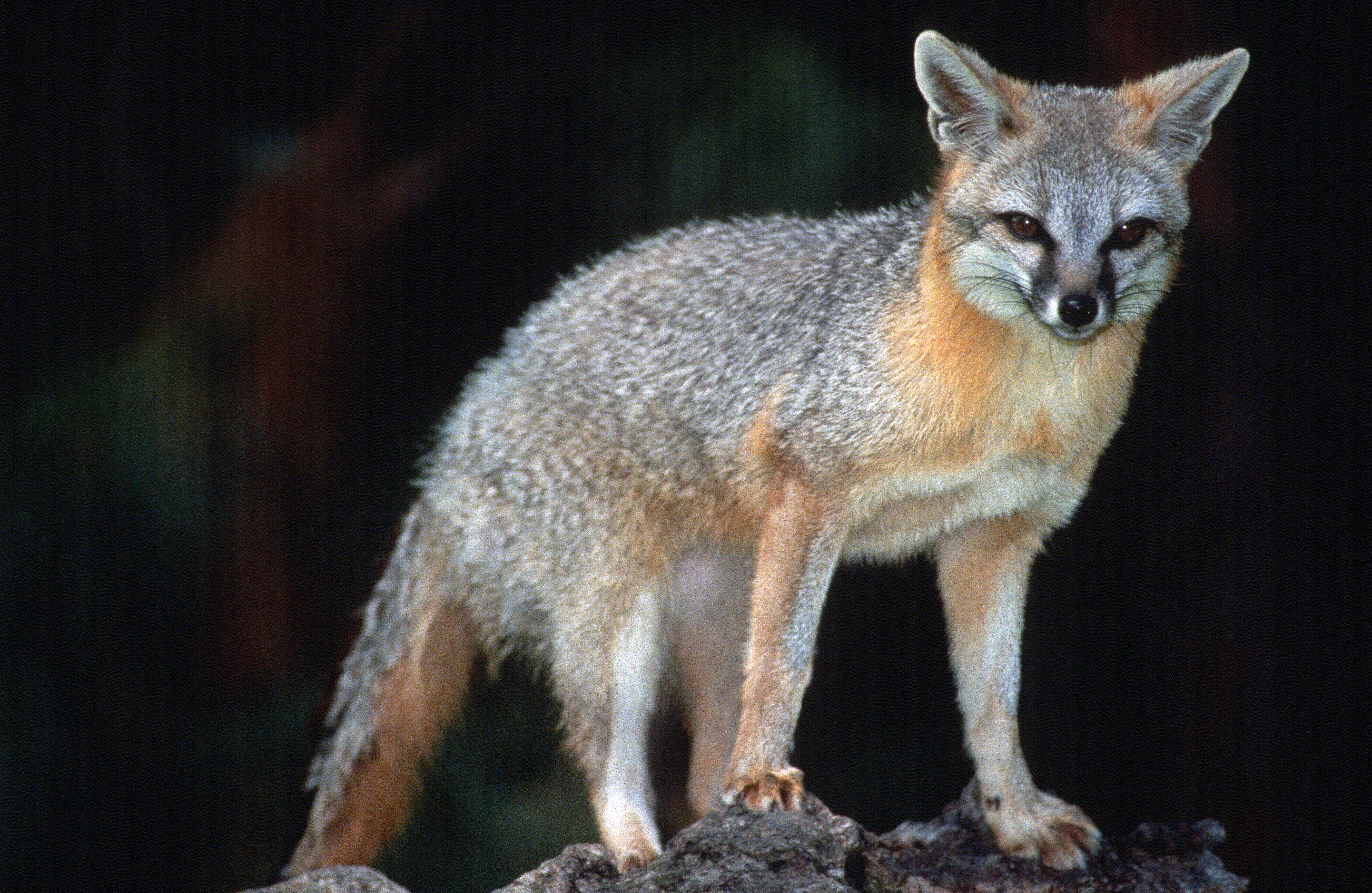
Raposa-cinzenta

Existem 16 subespécies reconhecidas para a raposa-cinzenta.
- Urocyon cinereoargenteus borealis (Nova Inglaterra)
- Urocyon cinereoargenteus californicus (Sul da Califórnia)
- Urocyon cinereoargenteus cinereoargenteus (leste dos Estados Unidos)
- Urocyon cinereoargenteus costaricensis (Costa Rica)
- Urocyon cinereoargenteus floridanus (Estados do Golfo)
- Urocyon cinereoargenteus fraterculus (Yucatan)
- Urocyon cinereoargenteus furvus (Panamá)
- Urocyon cinereoargenteus guatemalae (mais ao sul do México ao sul da Nicarágua)
- Urocyon cinereoargenteus madrensis (sul de Sonora, sudoeste de Chihuahua e noroeste de Durango)
- Urocyon cinereoargenteus nigrirostris (sudoeste do México)
- Urocyon cinereoargenteus ocythous (Estados da Planície Central)
- Urocyon cinereoargenteus orinomus (sul do México, Istmo de Tehuantepec)
- Urocyon cinereoargenteus peninsularis (Baja California)
- Urocyon cinereoargenteus scottii (sudoeste dos Estados Unidos e norte do México)
- Urocyon cinereoargenteus townsendi (norte da Califórnia e Oregon)
- Urocyon cinereoargenteus venezuelae (Colombia e Venezuela)